# Anomalopsychidae
De Anomalopsychidae zijn een familie van schietmotten.
Deze familie werd in 1981 door Flint opgesteld voor twee soorten schietmotten Contulma cranifer en Anomalopsyche minuta, die voorheen bij de familie Sericostomatidae behoorden.
Deze schietmotten komen voor in vochtige zones, nabij kleine beekjes in het bos of in de spetterzone van watervalletjes. Ze voeden zich waarschijnlijk met het schrapen van algen van rotsen en kleine organismes (perifyton) die voorkomen op wortels van waterplanten.
De larven maken een buisvormig omhulsel van zandkorrels.

## Twee geslachten
Deze familie bevat twee geslachten.

### Anomalopsyche
- Anomalopsyche O.S. Flint, 1967[1]
  - Anomalopsyche minuta (F Schmid, 1957) (synonym Anomalopsyche ocellata OS Flint, 1967). Deze neotropische soort komt voor in Chili.[2]

### Contulma
- Contulma OS Flint, 1969[3][4] : een neotropisch, monofyletisch geslacht. Binnen het geslacht worden er twee monofyletische clades erkend : de spinosa- groep met 10 soorten uit Costa Rica, Colombia en Ecuador en de cranifer-groep met 11 soorten uit Brazilië, Chili, Colombia, Ecuador en Peru. Deze soorten zijn endemisch in hun eigen bergachtig, meestal moeilijk toegankelijk habitat. Ze worden slechts zelden waargenomen. Tot 2006 waren er in totaal slechts 144 volwassen specimens bekend. Dit doet vermoeden dat er nog veel onontdekte soorten zijn. De lengte van deze schietmotten varieert tussen 4 mm en 8 mm.
  - Contulma adamsae R.W. Holzenthal & O.S. Flint, 1995[5]. Deze soort komt voor in Peru.
  - Contulma bacula R.W. Holzenthal & O.S. Flint, 1995[6] Deze soort komt voor in Ecuador.
  - Contulma boliviensis R.W. Holzenthal & D.R. Robertson, 2006[7]. Deze soort komt voor in Bolivië.
  - Contulma caldensis R.W. Holzenthal & O.S. Flint, 1995[8] Deze soort komt voor in Colombia.
  - Contulma cataracta R.W. Holzenthal & O.S. Flint, 1995[9]. Deze soort komt voor in Ecuador.
  - Contulma colombiensis R.W. Holzenthal & O.S. Flint, 1991[10] Deze soort komt voor in Colombia.
  - Contulma costaricensis R.W. Holzenthal & O.S. Flint, 1995[11] Deze soort komt voor in Costa Rica.
  - Contulma cranifer O.S. Flint, 1969[12]. Deze soort komt voor in Chili. (typesoort)
  - Contulma echinata R.W. Holzenthal & O.S. Flint, 1995[13]. Deze soort komt voor in Colombia.
  - Contulma ecuadorensis R.W. Holzenthal & O.S. Flint, 1995[14] Deze soort komt voor in Ecuador.
  - Contulma fluminensis R.W. Holzenthal & D.R. Robertson, 2006[15]. Deze soort komt voor in Brazilië
  - Contulma inornata R.W. Holzenthal & O.S. Flint, 1995[16]. Deze soort komt voor in Colombia.
  - Contulma lanceolata R.W. Holzenthal & O.S. Flint, 1995[17] Deze soort komt voor in Ecuador.
  - Contulma meloi R.W. Holzenthal & D.R. Robertson, 2006[18]. Deze soort komt voor in Brazilië.
  - Contulma nevada R.W. Holzenthal & O.S. Flint, 1995[19] Deze soort komt voor in Colombia.
  - Contulma papallacta R.W. Holzenthal & O.S. Flint, 1995[20]. Deze soort komt voor in Ecuador.
  - Contulma penai R.W. Holzenthal & O.S. Flint, 1995[21]. Deze soort komt voor in Ecuador.
  - Contulma sancta R.W. Holzenthal & O.S. Flint, 1995[22]. Deze soort komt voor in Costa Rica
  - Contulma spinosa R.W. Holzenthal & O.S. Flint, 1991[23]. Deze soort komt voor in Colombia.
  - Contulma talamanca R.W. Holzenthal & O.S. Flint, 1995[24]. Deze soort komt voor in Costa Rica.
  - Contulma tapanti R.W. Holzenthal & O.S. Flint, 1995[25]. Deze soort komt voor in Costa Rica
  - Contulma tica R.W. Holzenthal & O.S. Flint, 1995[26]. Deze soort komt voor in Costa Rica.
  - Contulma tijuca R.W. Holzenthal & O.S. Flint, 1995[27]. Deze soort komt voor in Brazilië.
  -  Contulma tripui R.W. Holzenthal & D.R. Robertson, 2006[28]. Deze soort komt voor in Brazilië.
  - Contulma valverdei R.W. Holzenthal & O.S. Flint, 1995[29]. Deze soort komt voor in Costa Rica.